# Butch Walker
Bradley Glenn Walker (Seattle, 14. studenog 1969.), poznatiji pod scenskim imenom Butch Walker, američki je rock glazbenik, tekstopisac i producent. Bio je glavni vokal i gitarist skupine Marvelous 3 od 1997. do 2001. godine.

## Glazbena karijera
Butch Walker je odrastao u malom gradiću Cartersville, Georgia. Tijekom 80-ih godina nastupao je u različitim rock sastavima (Bad Boyz, Byte The Bullet) kao gitarist. Godine godine doveo je sastav Byte The Bullet u Los Angeles, gdje su potpisali ugovor za Virgin Records. Sastav je promijenio ime u SouthGang i objavio dva studijska albuma: Tainted Angel (1991.) i Group Therapy' (1992.). SouthGang je jedan od prvih američkih sastava koji je odradio turneju po Kini.
Nakon raspada sastava, osnovao je nove sastave s kolegama Jaycom Fincherom i Mitchom McLee Dough Mitchellom. Najpopularniji je bio Marvelous 3, s kojim su imali komercijalni uspjeh zbog pjesme "Freak Of The Week". Nakon što se 1999. godine i ovaj sastav raspao, odlučio je pokrenuti solo karijeru. Objavio je četiri studijska albuma Left Of Self Centered (2002.), Letters (2004.), The Rise and Fall of Butch Walker i The Let's-Go-Out-Tonites (2006.).
Poznat je po pisanju pjesama za druge izvođače. Pisao i producirao je pjesme za izvođače kao što su Avril Lavigne, Family Force 5, P!nk, Lindsay Lohan, Lit, Simple Plan, Sevendust, Injected, The Donnase, Hot Hot Heat, American Hi-Fi, Default, Gob, Midtown, Puffy AmiYumi, Pete Yorna, Fall Out Boyse, Quietdrive, The All-American Rejects, SR-71,  Rock Star Supernova, The Academy Is... i The Cab.

## Diskografija

### Albumi
- Left of Self-Centered (2002.)
- Letters (2004.)
- This Is Me... Justified and Stripped (2004.)
- The Rise and Fall of Butch Walker and the Let's-Go-Out-Tonites (2006.)
- Leavin' the Game on Luckie Street (2008.)
- Sycamore Meadows (2008.)
- I Liked It Better When You Had No Heart (2010.)

### DVD-ovi
- Live at Budokan (2005.)
- Leavin' The Game On Luckie Street (2008.)

## Vanjske poveznice
- Službena stranica
- Službena MySpace stranica